# إليزابيث ماير
إليزابيث ماير (بالنرويجية: Elisabeth Meyer) (و. 1899 – 1968 م) هي مصورة نرويجية، ولدت في تونسبرغ، توفيت عن عمر يناهز 69 عاماً.

## التعليم
تعلمت في Reimann School ‏.